# Colônia do Piauí
Colônia do Piauí este un oraș în Piauí (PI), Brazilia.